# Psilorhynchus rahmani
Psilorhynchus rahmani ist eine Spindelschmerle (Psilorhynchus) aus der Unterordnung Karpfenfischähnliche (Cyprinoidei), die nur von einem Bergbach in der Nähe der University of Chittagong und aus einem Zufluss des Sangu im Distrikt Bandarban im Südosten von Bangladesch bekannt ist.

## Beschreibung
Psilorhynchus rahmani ist mit einer Standardlänge adulter Tiere von bis zu 37,4 Millimeter eine kleine Art der Gattung Psilorhynchus. Der Körper ist langgestreckt mit einem für bodenbewohnende Fische typischen stark abgeflachten Bauch und einem großen Kopf. Die Augen sind auffallend groß, das Maul klein, unterständig und die Schnauzenspitze abgerundet. Auf dem Schädel befinden sich zwei Fontanellen, von denen die vordere kleiner ist. Die Grundfarbe ist bei in Ethanol konservierten Exemplaren ein helles Cremeweiß. Auf den Flanken befindet sich eine Längsreihe großer dunkelbrauner Flecken, die zu einem unregelmäßigen Längsstreifen verschmelzen können. Die Lebendfärbung ist eine cremeweiße Grundfarbe mit einer Reihe runder oder annähernd viereckiger dunkler Flecken oder einem unregelmäßigen dunklen Längsstreifen auf den Flanken.
In der Seitenlinienreihe befinden sich 29 bis 32 große Schuppen, in der Querreihe 6½ und rund um den Schwanzflossenstiel 10 Schuppen. Die hohe Rückenflosse läuft in einer Spitze aus, ihr hinterer Rand ist gerade bis leicht konkav. Die Afterflosse ist kurz und reicht nicht bis zum Ansatz der Schwanzflosse, sie hat einen geraden oder leicht konvexen hinteren Rand. Die Schwanzflosse ist in zwei Lappen geteilt, deren oberer etwas länger als der untere ist.
Flossenformel
Dorsale III/9, Anale III/5–6, Ventrale II/6–7, Pectorale V–VI/9–10.
Psilorhynchus rahmani kann von den sehr ähnlichen Arten Psilorhynchus amphicephalus, Psilorhynchus balitora und Psilorhynchus nepalensis durch ihr Zeichnungsmuster unterschieden werden, namentlich durch das Fehlen der zwei bis drei dunklen, unregelmäßigen vertikalen Streifen auf der Schwanzflosse und des dunklen Flecks am distalen Ende der Rückenflosse. Gegenüber Psilorhynchus amphicephalus hat P. rahmani einen relativ zur Standardlänge kürzeren Kopf, einen flachen Körperbau und eine geringere Zahl von Seitenlinienschuppen. Im Vergleich zu Psilorhynchus balitora  und Psilorhynchus nepalensis ist der Kopf größer und es sind mehr Flossenstrahlen im unteren Lappen der Schwanzflosse vorhanden. Psilorhynchus sucatio hat eine geringere Zahl geteilter Strahlen in der Rückenflosse und bei allen anderen Arten sind die hinteren Fontanellen auf dem Schädel deutlich größer.

## Verbreitung und Habitate
Der Typenfundort ist ein kleiner Bergbach (22° 28′ 25,8″ N, 91° 46′ 59,3″ O) westlich der University of Chittagong im Norden der Stadt Chittagong, Distrikt Chittagong, Division Chittagong, im Südosten von Bangladesch. Es handelt sich um einen rasch fließenden Bach auf etwa 25 Meter Höhe über dem Meeresspiegel, am Fuß eines kleinen Wasserfalls, mit zwei bis fünf Meter Breite und unregelmäßiger Bodenbeschaffenheit aus Felsen, Kieselsteinen, Sand und Schlamm. Mittlerweile ist ein weiterer Fundort bekannt geworden. Er liegt im Distrikt Bandarban im Fluss Sangu (22° 10′ 58″ N, 92° 13′ 54″ O) auf einer Höhe von etwa 18 Meter über dem Meeresspiegel.
Die Habitate von Psilorhynchus rahmani sind rasch strömende, turbulente Fließgewässer mit sauerstoffreichem Wasser über sandigem, lehmigen und steinigen Grund. Dort ernährt sich die Art von Zooplankton und Phytoplankton. Am Typenfundort lebt Psilorhynchus rahmani sympatrisch mit Zebrabärblingen (Danio rerio), Esomus danricus, Garra sp., Prachtbarben (Pethia conchonius), Acanthocobitis botia, Schistura sp., Panchax (Aplocheilus panchax), Halbschnäbler (Dermogenys sp.), Badis chittagongis und Riesen-Stachelaalen (Mastacembelus armatus).

## Gefährdung und Schutz
Psilorhynchus rahmani wurde 2015 in die Rote Liste gefährdeter Arten Bangladeschs aufgenommen. Obgleich nur ein Fundort bekannt war, wurde angenommen, dass die Art eine weite Verbreitung zumindest in Bangladesch hat. Daher wurde auf eine Einstufung verzichtet und auf die ungenügende Datengrundlage verwiesen (Kategorie DD – Data Deficient). Auch in der globalen Roten Liste der IUCN wurde die Art im Jahr 2010 in der Kategorie Data Deficient geführt.

## Systematik und Taxonomie
Psilorhynchus rahmani ist eine von etwa dreißig Arten der Gattung Spindelschmerlen (Psilorhynchus) McClelland, 1839 in der monotypischen Familie Psilorhynchidae. Diese bildet mit etwa einem Dutzend weiteren Familien mit mehr als 2300 Arten die Unterordnung Karpfenfischähnliche (Cyprinoidei) in der Ordnung Karpfenartige (Cypriniformes).
Die Spindelschmerlen wurden 2011 nach einer phylogenetischen Untersuchung in drei Gruppen unterteilt, dabei gehörte Psilorhynchus rahmani in die Psilorhynchus balitora-Gruppe. Die Zuordnungen basierten vorrangig auf osteologischen Untersuchungen. Auf der Grundlage molekulargenetischer Analysen wurden 2014 wiederum drei Gruppen bestätigt, die aber eine abweichende Zusammensetzung haben. Die Psilorhynchus balitora-Gruppe umfasst etwa die Hälfte der Arten, einschließlich Psilorhynchus rahmani.
Die Erstbeschreibung von Psilorhynchus rahmani erfolgte 2008 durch die US-amerikanischen Ichthyologen Kevin W. Conway und Richard L. Mayden von der Saint Louis University in Missouri. Der Holotyp ist ein im Dezember 2007 gefangenes adultes Exemplar von 37,4 Millimeter Standardlänge. Er befindet sich mit zwei Paratypen in der Sammlung des Florida Museum of Natural History in Gainesville, Florida. Drei weitere Paratypen werden in der Zoological Reference Collection des National Museum of Singapore aufbewahrt. Der Artname rahmani ehrt den bangladeschischen Ichthyologen A. T. Ataur Rahman in Anerkennung seiner Beiträge zur Kenntnis der Ichthyofauna von Bangladesch.